# Țara surâsului
Țara surâsului (Das Land des Lächelns) este o operetă în două acte de Franz Lehár.
Libretul: Ludwig Herzer și Fritz Löhner-Beda (după o idee de Victor Léon).
Premieră: Viena, la 9 februarie 1923 (sub titlul Die gelbe Jacke – Jacheta galbenă), respectiv Berlin, la 10 octombrie 1929 (sub titlul Das Land des Lächelns - Țara surâsului).